# Wassersleben

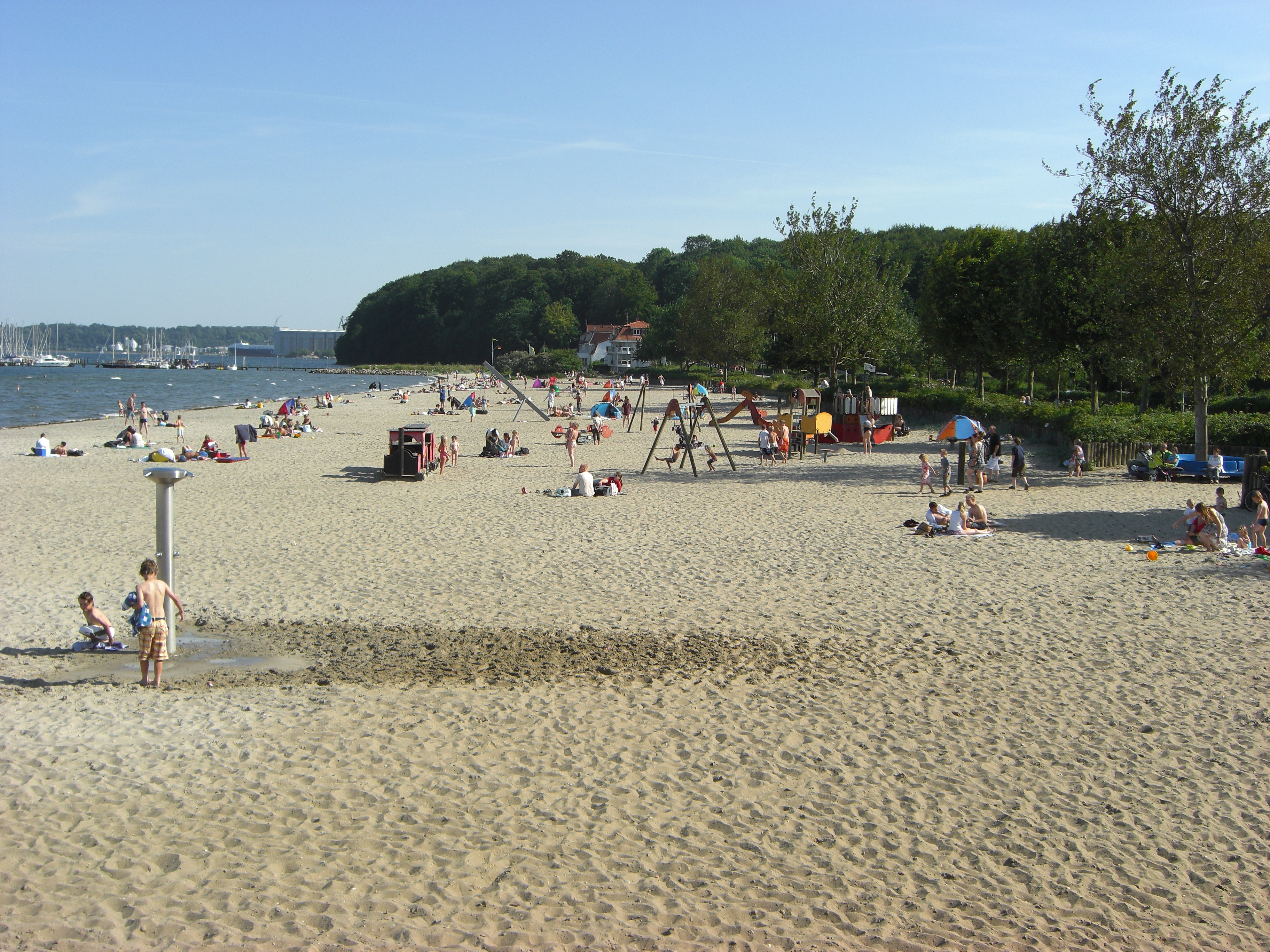
Strandansicht Wassersleben

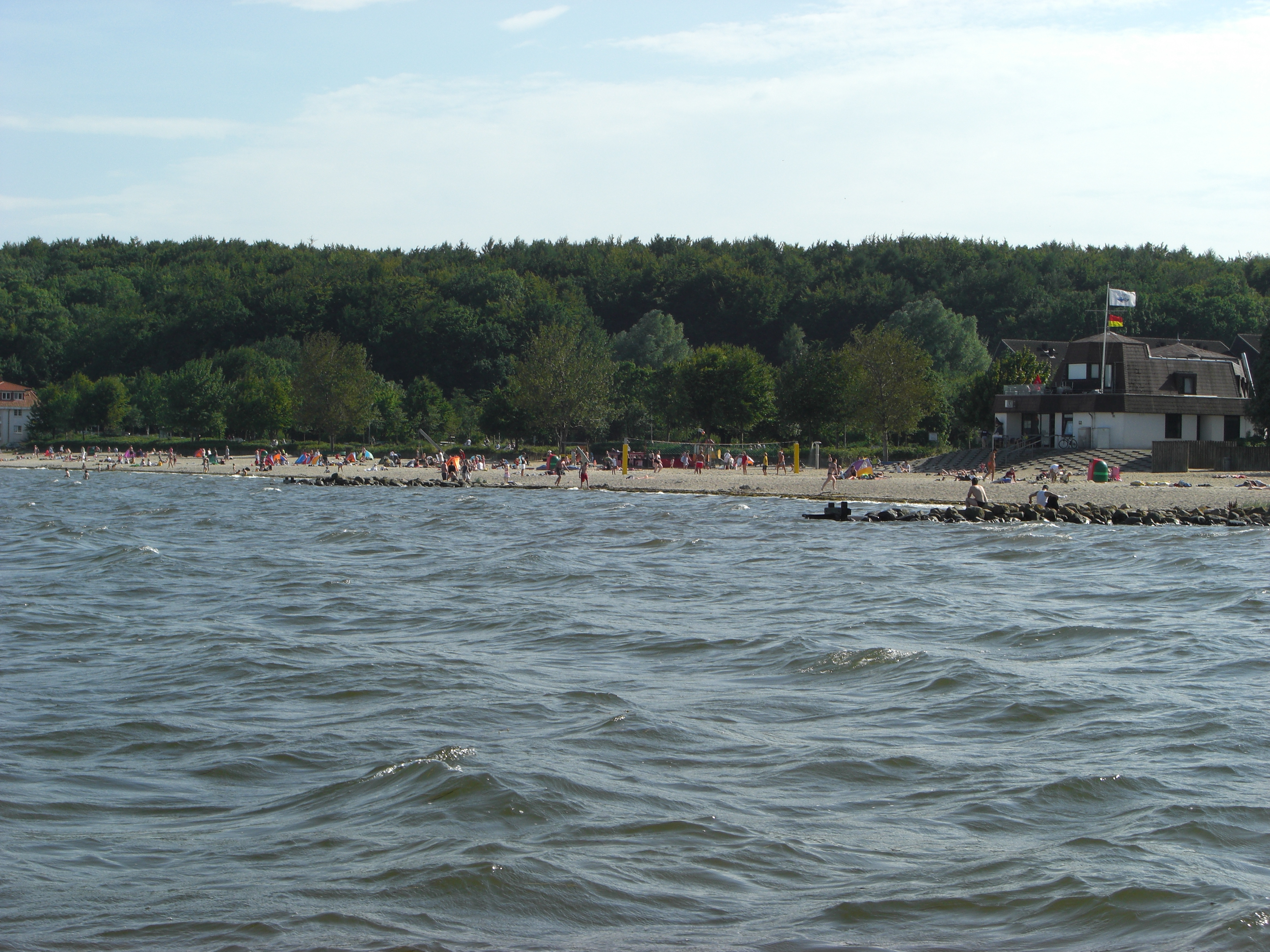
Strand von Wassersleben vom Wasser aus

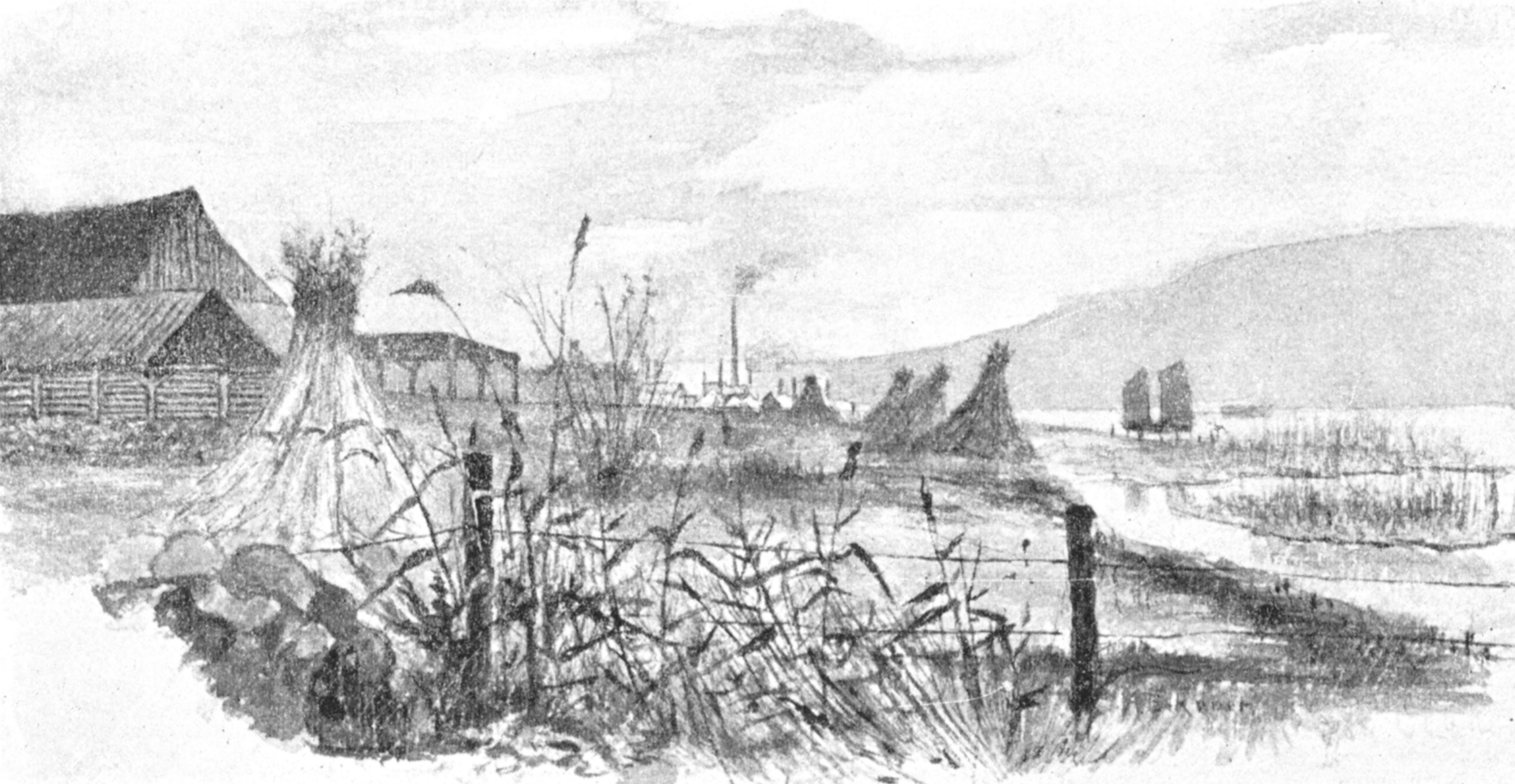
Wassersleben um 1895

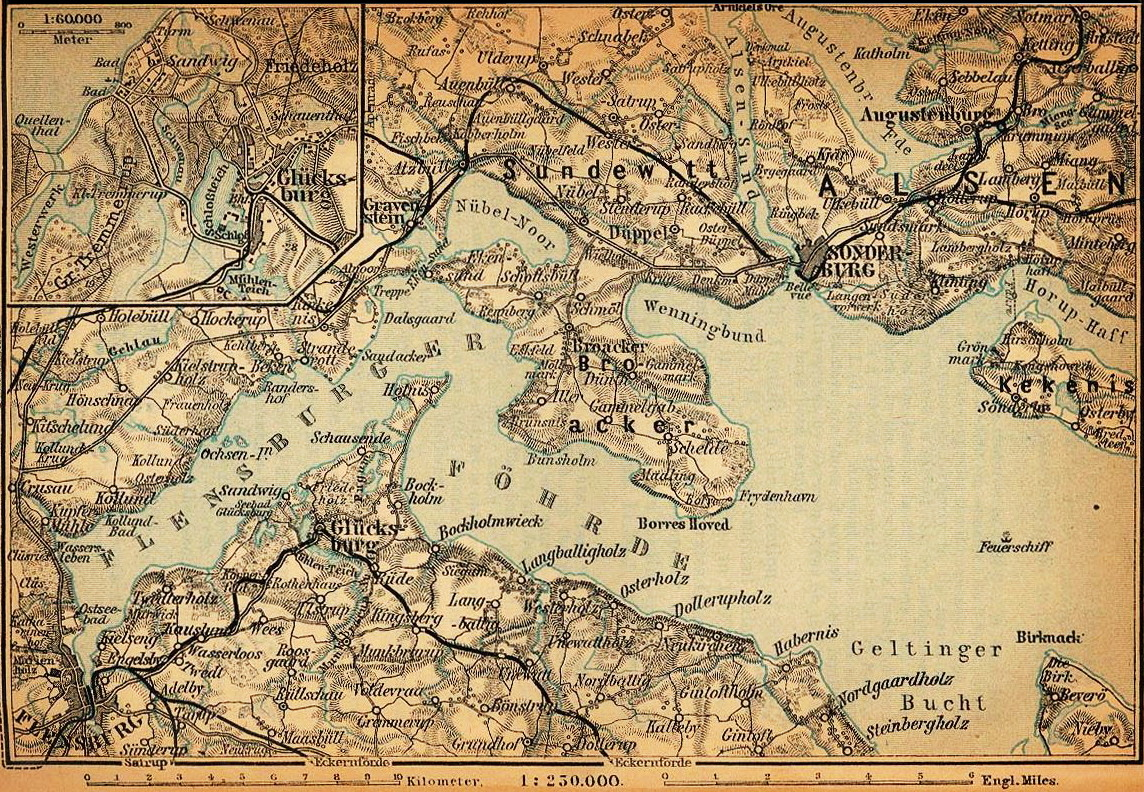
Karte der Flensburger Förde von 1910, mit Wassersleben ganz im Westen

Wassersleben (dänisch Sosti, früher im Deutschen auch Sostie) ist eine Siedlung im Kreis Schleswig-Flensburg an der deutsch-dänischen Grenze bei Kruså (Krusau), die nördlich an Flensburg angrenzt und direkt in einer Bucht am Strand der Flensburger Förde liegt. Der Strand von Wassersleben dient heute als Strandbad. Am Strand von Wassersleben erreicht die Ostsee ihren westlichsten Punkt.

## Geschichte

### Entstehung
Wassersleben entstand als Villen-Vorort Flensburgs. Der deutsche Name Wassersleben geht auf den ehemaligen Sekretär der Deutschen Kanzlei in Dänemark, Konferenzrat Joachim Wasserschlebe (1709–1787), zurück. Dieser kaufte 1780 als Altersruhesitz ein größeres Grundstück nahe der Mündung der Krusau, direkt am Wasser gelegen. Der im Dänischen und früher auch im Deutschen verwendete Name Sostie (dänisch Sosti) ist die ältere Bezeichnung, die erstmals 1767 schriftlich dokumentiert wurde. Sie setzt sich aus den Begriffen für Schwein und Stall (anord. stīa) oder eventuell Pfad (dän. sti) zusammen und bedeutet etwa Saustall oder Wildschweinpfad. Der Name stammt möglicherweise daher, dass die Bauern in den Wäldern an der Förde früher Schweine gehalten haben. Wahrscheinlicher ist allerdings, dass der Name auf die großen Wildschweinvorkommen hindeutet, die es auch heute noch gibt.

### Entwicklungen im 19. Jahrhundert
Wassersleben gehörte früher zur Kirchspielsgemeinde Bov (dt. Bau). Seit 1871 war Wassersleben Teil der Landgemeinde Niehuus. Irgendwann in dieser Zeit erfolgte die Unterstellung, sämtlicher Landgemeinden des Kirchspiels, unter dem Amtsbezirk Bau.
1816 bis ungefähr 1830 betrieb Johannes Sybrandt Lorenzen eine Ziegelei in Wassersleben. Der Gemeindevorsteher und Leutnant a. D. Karl Julius Paul Lorenzen reichte am 3. März 1873 einen Bauantrag hinsichtlich eines Geländes in Wassersleben ein, auf dem sein Großvater (Johannes Sybrandt Lorenzen) schon bis 1830 einer Ziegelei betrieben hatte und auf dem er erneut eine Ziegelei betreiben wollte. Am 12. September des Jahres wurde der Antrag genehmigt und Lorenzen begann sodann mit der Produktion. Bis ungefähr 1890 blieb die Ziegelei, trotz wechselnder Besitzer, in Betrieb. 1895 wurde sie schließlich abgerissen.

### In der Zeit des Nationalsozialismus
Gemeinsam mit der Nachbargemeinde Kupfermühle wurde Wassersleben in der NS-Zeit 1938 nach Harrislee eingemeindet, obwohl es dorthin kaum direkte Verbindungen gab und gibt und die Siedlung äußerst nah bei Flensburg liegt.
Zum Ende des Zweiten Weltkrieges befand sich auf der gegenüberliegenden Fördeseite der sogenannte Sonderbereich Mürwik mit der letzten Reichsregierung unter Karl Dönitz. Nach der Teilkapitulation der Wehrmacht für Nordwestdeutschland, Dänemark und die Niederlande am 4. Mai wurden im Raum Flensburg gemäß dem eigentlich von Dönitz zurückgenommenen Regenbogen-Befehl, über 70 U-Boote im Flensburger Raum versenkt, die meisten im Bereich der Geltinger Birk. Bei Wassersleben kam es offenbar am 5. Mai 1945 zu vier U-Boot-Versenkungen. Versenkt wurden dort U 1303 und U 1304, die im Übrigen von der Flensburger Schiffbau-Gesellschaft gebaut worden waren, sowie U 3033 und U 3034 der U-Boot-Klasse XXI, dem damals modernsten U-Boot-Typ. Zum Zeitpunkt der Kapitulation ankerten des Weiteren zahlreiche Kriegs- und Handelsschiffe in der Förde, von denen offenbar auch welche bei Wassersleben lagen.

### In der Zeit nach dem Krieg
Am 10. Februar 1971 wurde der Strand von Wassersleben, bestehend aus ungefähr 147,5 ha, von der Stadt Flensburg ausgemeindet und fiel an die Gemeinde Harrislee. Der Strandabschnitt wurde direkt nach der Übernahme durch Sandaufspülungen stark erweitert. Seitdem konkurriert Wassersleben mit dem nahgelegenen Ostseebad aus den 1870er Jahren, welches durch einen kurzen Spaziergang erreichbar ist, und dem Strandbad Solitüde auf der gegenüberliegenden Fördeseite, das ebenfalls in den 1920er Jahren entstanden war.

## Wassersleben heute
Auch heute ist Wassersleben Teil der Gemeinde Harrislee im Kreis Schleswig-Flensburg. Wassersleben hat heutzutage einen kurtaxfreien Sandstrand in der Flensburger Förde. Ein markierter Flachbereich wird während der Hochsaison durch die DLRG überwacht. In der Vergangenheit kam es im nördlichen Abschnitt der Bucht teilweise zu Sperrungen aufgrund von Verunreinigungen durch Colibakterien. Im Hochsommer wird der Strand sowohl von Deutschen wie Dänen frequentiert. In der Gemeinde liegt das Steingrab Räuberhauptmannsberg. Das Radioprogramm der Umgebung wird vom Sender Wassersleben ausgestrahlt.
Seit über 10 Jahren findet am 21. Februar am Strand das nördlichste Biikebrennen des Landes statt. Eine kulturelle Überlieferung zum friesischen Biikebrennen existiert im Raum Flensburg jedoch nicht.
Friesland spielt jedoch in der Stadtgeschichte Flensburgs eine gewisse Rolle: Ritter Fleno, der der Sage nach bei der Stadtgründung eine Rolle gespielt haben soll, soll aus Leck gestammt haben. So wird auch vermutet, dass Friesisch zwischen 1200 und 1400 die dritte Umgangssprache war. Zudem sollen 800 Friesen bei der Belagerung der Duburg 1431 mit ihren Schanzarbeiten einen entscheidenden Anteil an der Niederwerfung der Burg gehabt haben.
Ein Waldwanderweg führt von Wassersleben über den Grenzübergang Schusterkate nach Kollund. In Nähe befindet sich der Klueser Wald. Eingegliedert an Wassersleben ist ein Erholungswald mit Grillanlage sowie eine Rasenanlage und ein Minigolfplatz. Große Teile von Wassersleben gehören heute zum Landschaftsschutzgebiet Landschaftsteil Kluesrieser Gehölz mit Fördeufer Wassersleben-Ostseebad.
Die Badewasserqualität wurde in den vergangenen Jahren als durchschnittlich gut eingestuft.

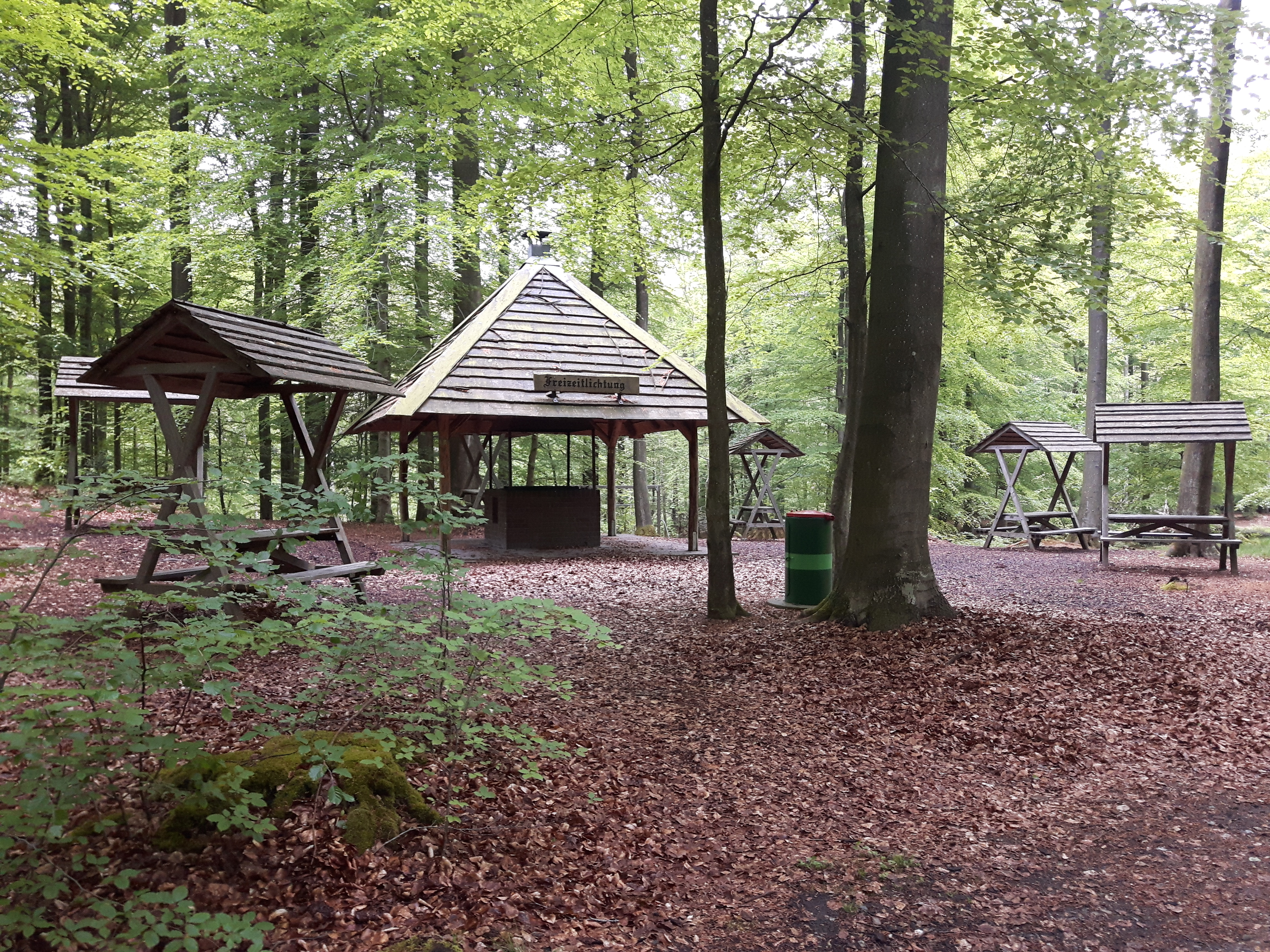
Freizeitlichtung mit Grillplatz im Wald bei Wassersleben. (2016)
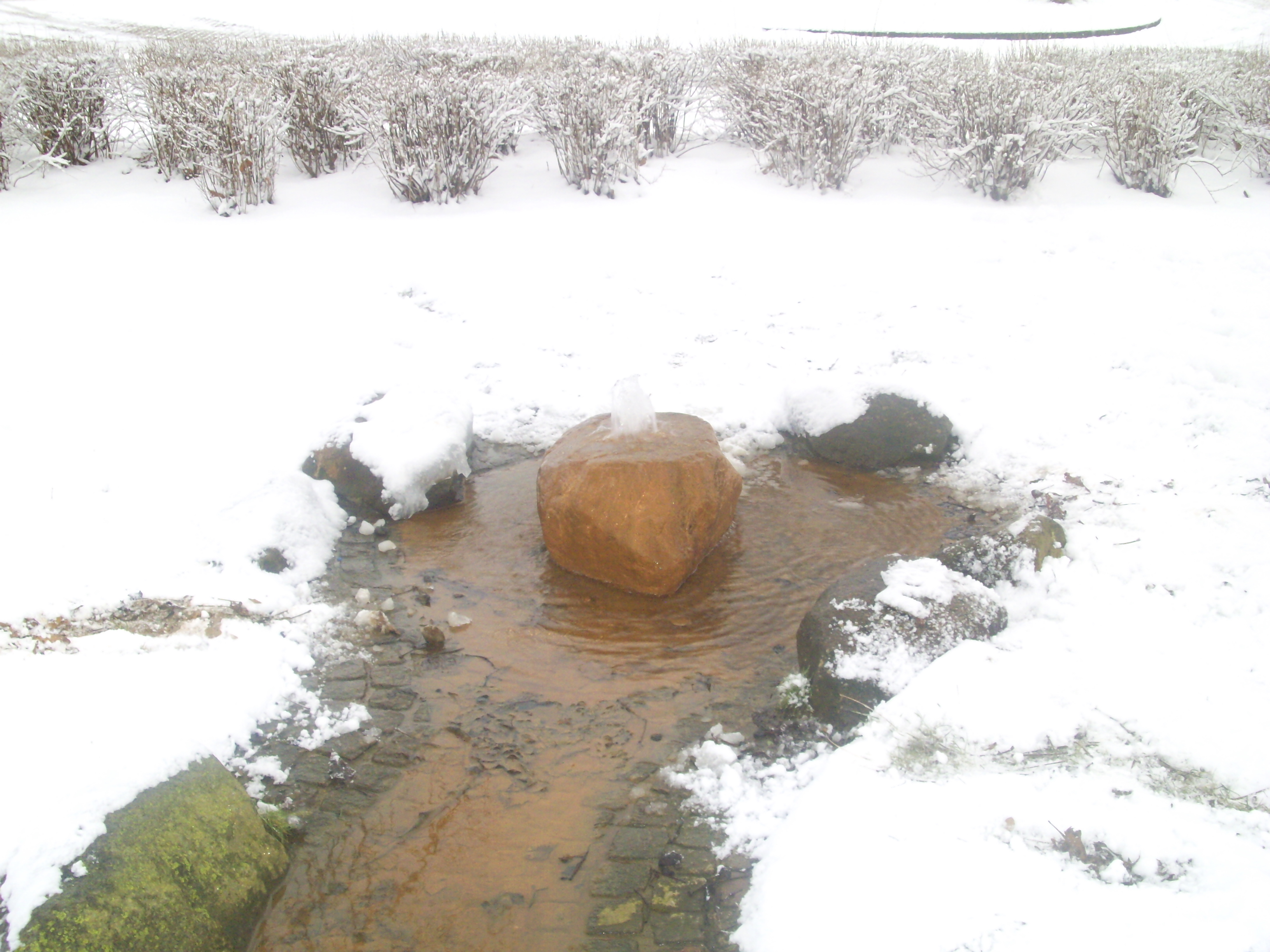
Quelle beim Strand von Wassersleben im Winter
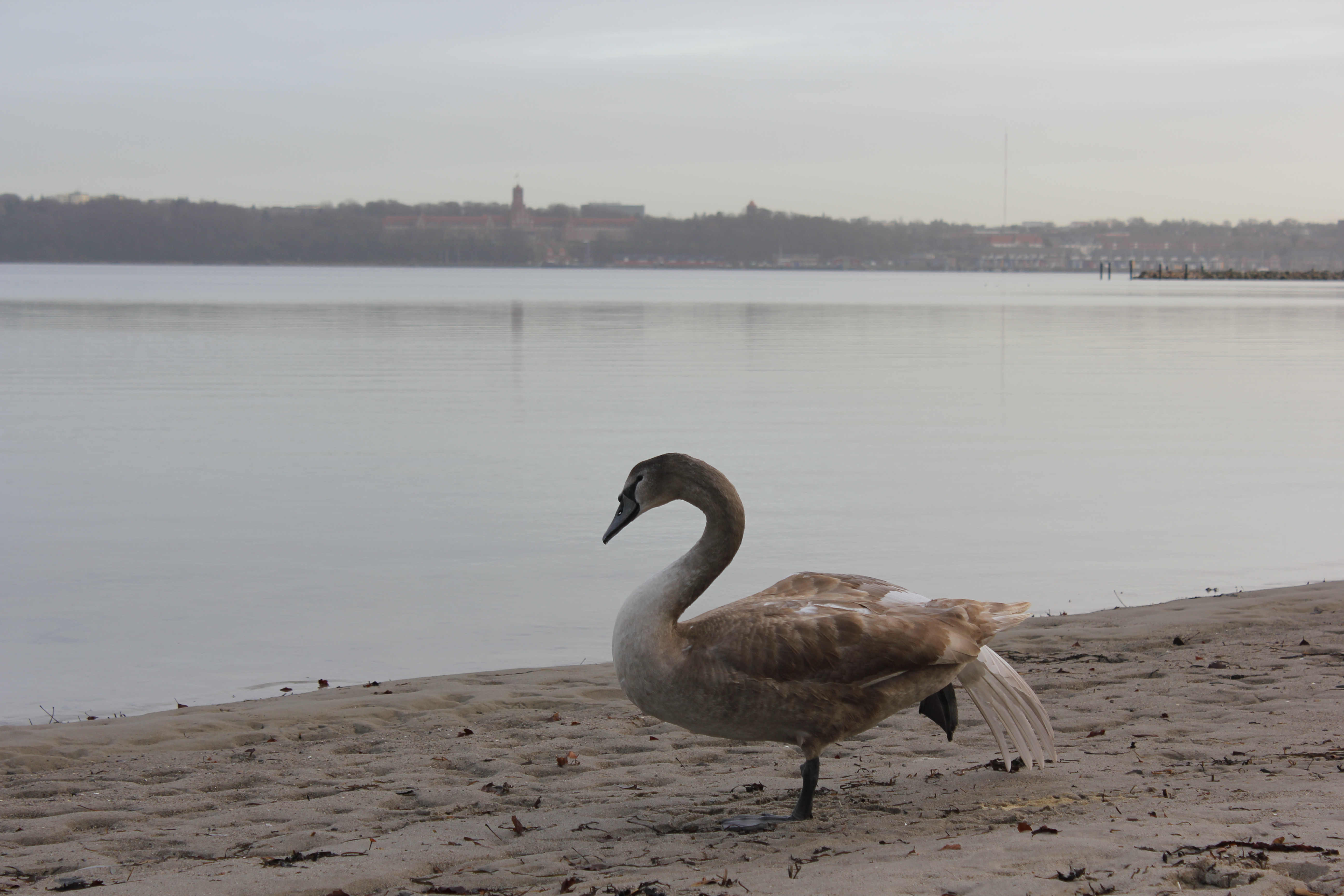
Schwan am Strand blickt aufs Wasser
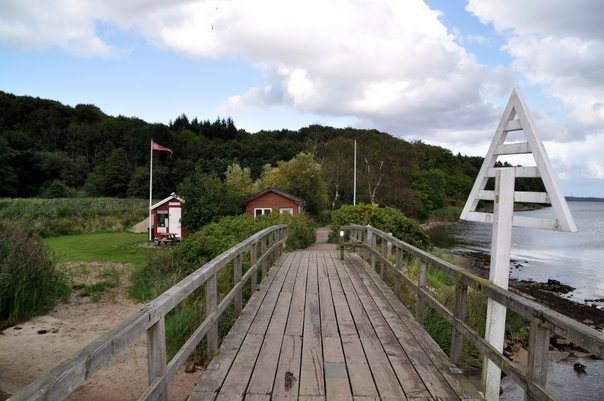
Grenzübergang Schusterkate
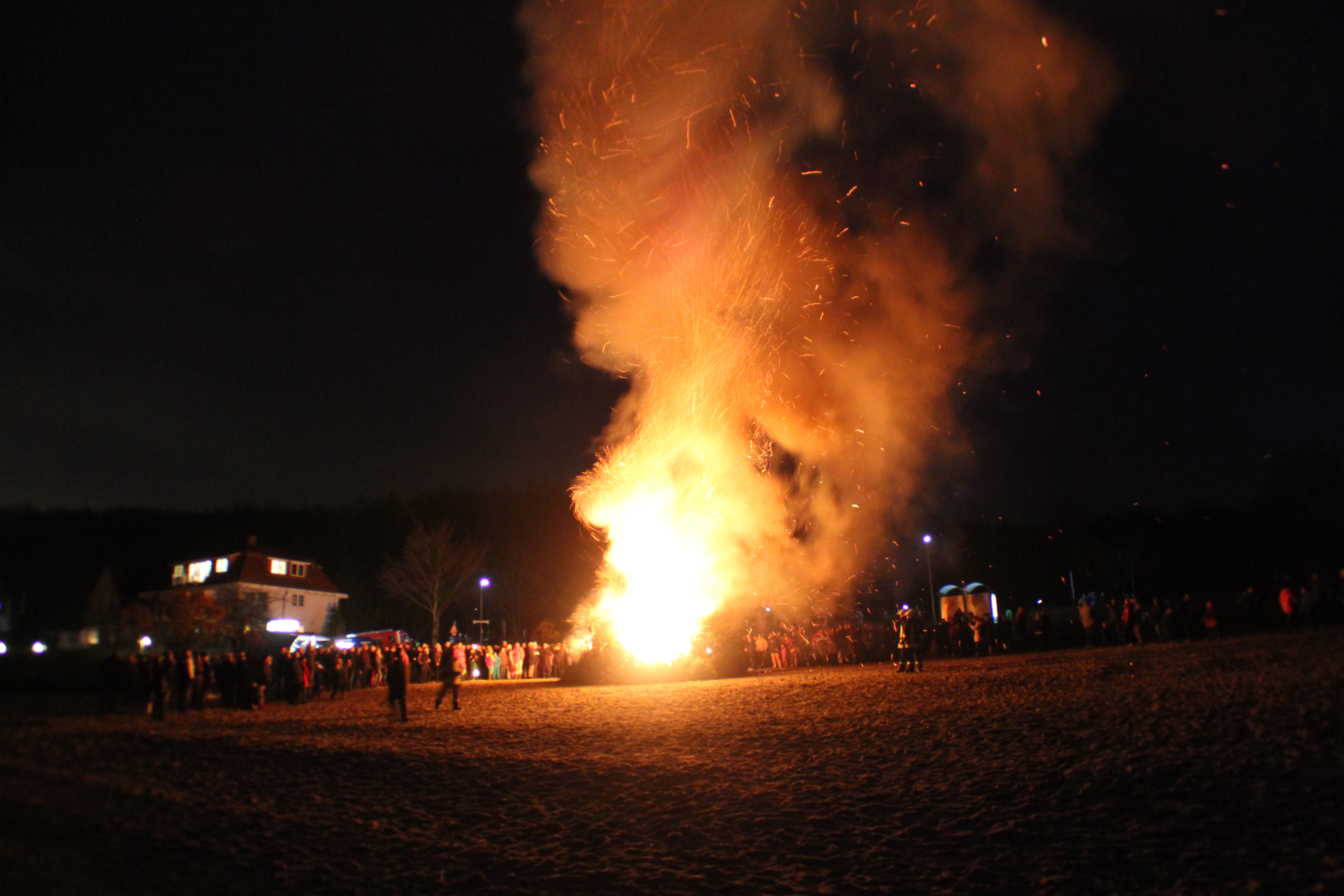
Alljährliches Biikebrennen am Strand von Wassersleben
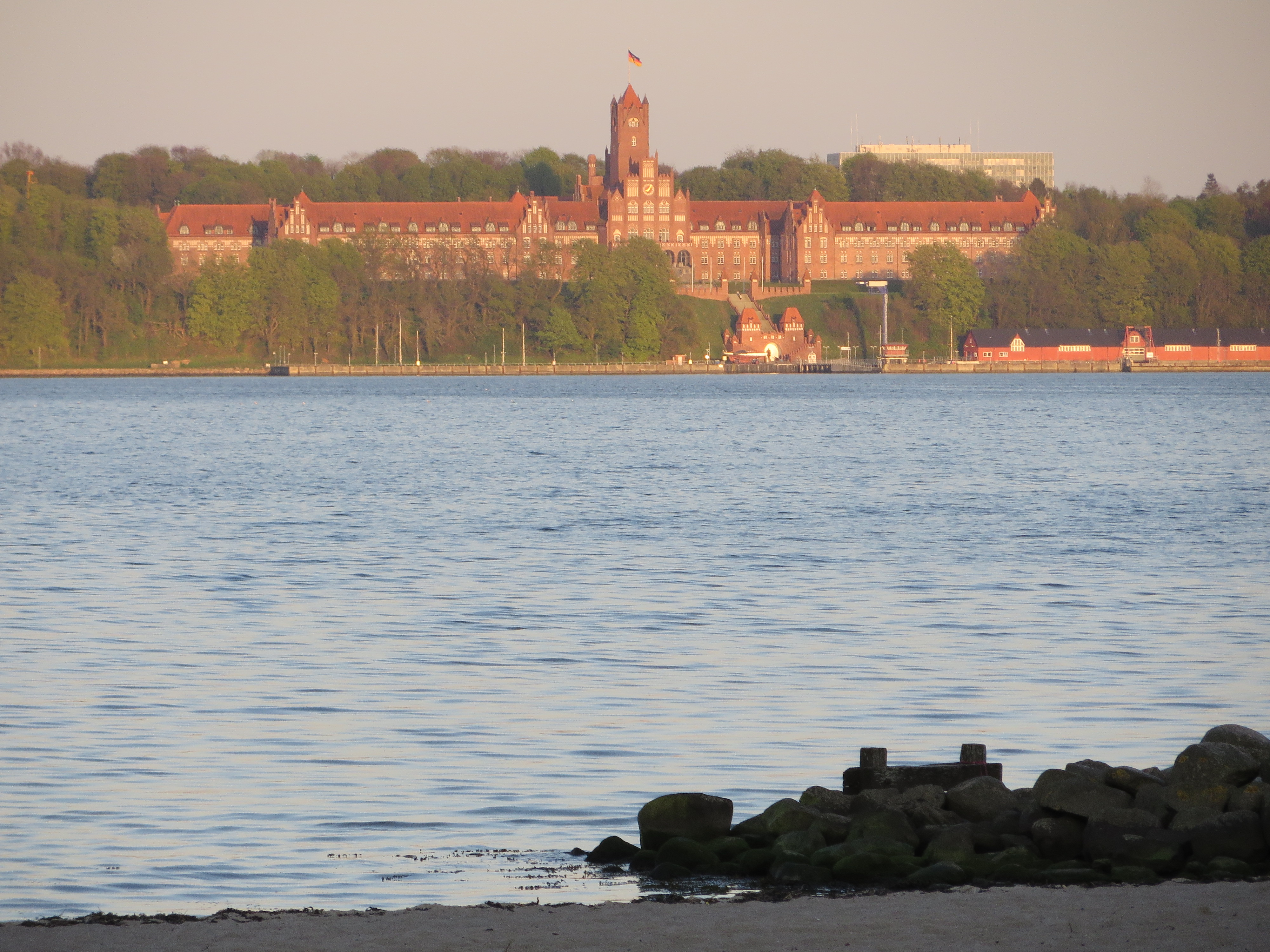
Das auf dem anderen Ufer liegende Rote Schloss der Marine in Mürwik von Wassersleben betrachtet.